# Creades
Creades AB är ett svenskt börsnoterat investmentbolag.
Creades bildades 2012, sedan Investment AB Öresund delats i två företag i och med att finansmannaparet Sven Hagströmer och Mats Qviberg beslutat att gå skilda vägar som en följd av omständigheterna kring HQ-kraschen. Creades, med Hagströmer som största ägare, tilldelades 59% av Öresunds substansvärde vid delningen.
Namnet Creades togs från Joseph Schumpeters begrepp creative destruction. Företaget noterades 22 februari 2012 på First North-listan. Creades handlas på NASDAQ OMX Stockholms huvudmarknad sedan den 6 december 2013.
I början av 2013 fördes 30% av Creades substansvärde över till ett nytt bolag vid namn Sedarec, kombinerat med ett inlösenförfarande till Creades aktieägare. Denna manöver ökade Hagströmers ägarandel i Creades, samtidigt som Pan Capital blev huvudägare i Sedarec, som avsågs avvecklas.
Sven Hagströmer med familj är dominerande ägare i företaget, och hade i september 2023 61% av kapitalet och 45% av rösterna genom ägarbolaget Biovestor.

## Portfölj
Creades portfölj består (sep 2023) huvudsakligen (60-70%) av noterade aktier, 20-30% av onoterade aktier och 10% av andra tillgångar. I sep 2023 bestod portföljen av noterade innehav i Avanza Bank och Creaspac. De onoterade innehaven utgjordes främst av Apotea, Inet, Instabee (sammanslagning av Instabox & Budbee), StickerApp, Stabelo, Mentimeter, Findity, Chassi Group, Röhnisch och Kreditz.
Creades affärsidé är att vara en långsiktig aktiv ägare i innehav av små och medelstora företag med tillväxtmöjligheter.
Den 31 augusti 2023 uppgick substansvärdet i Creades portfölj till cirka 8,77 miljarder kronor, vilket motsvarar 65 kronor per aktie.